# Enfant terrible
Enfant terrible (del francès: nen terrible) és una expressió de sentit figurat que es refereix a una persona brillant, rebel i transgressora, les opinions i les creacions de la qual s'aparten de l'ortodòxia, són innovadores o d'avantguarda en l'art. Prové d'una expressió francesa o gal·licisme que va aparèixer en el segle xix, que literalment significa "nen terrible". Aquest és l'ús més habitual actualment. Inicialment, també s'emprava amb un sentit més literal per referir-se a un nen insuportable: mimat, capritxós, entremaliat o inquiet.

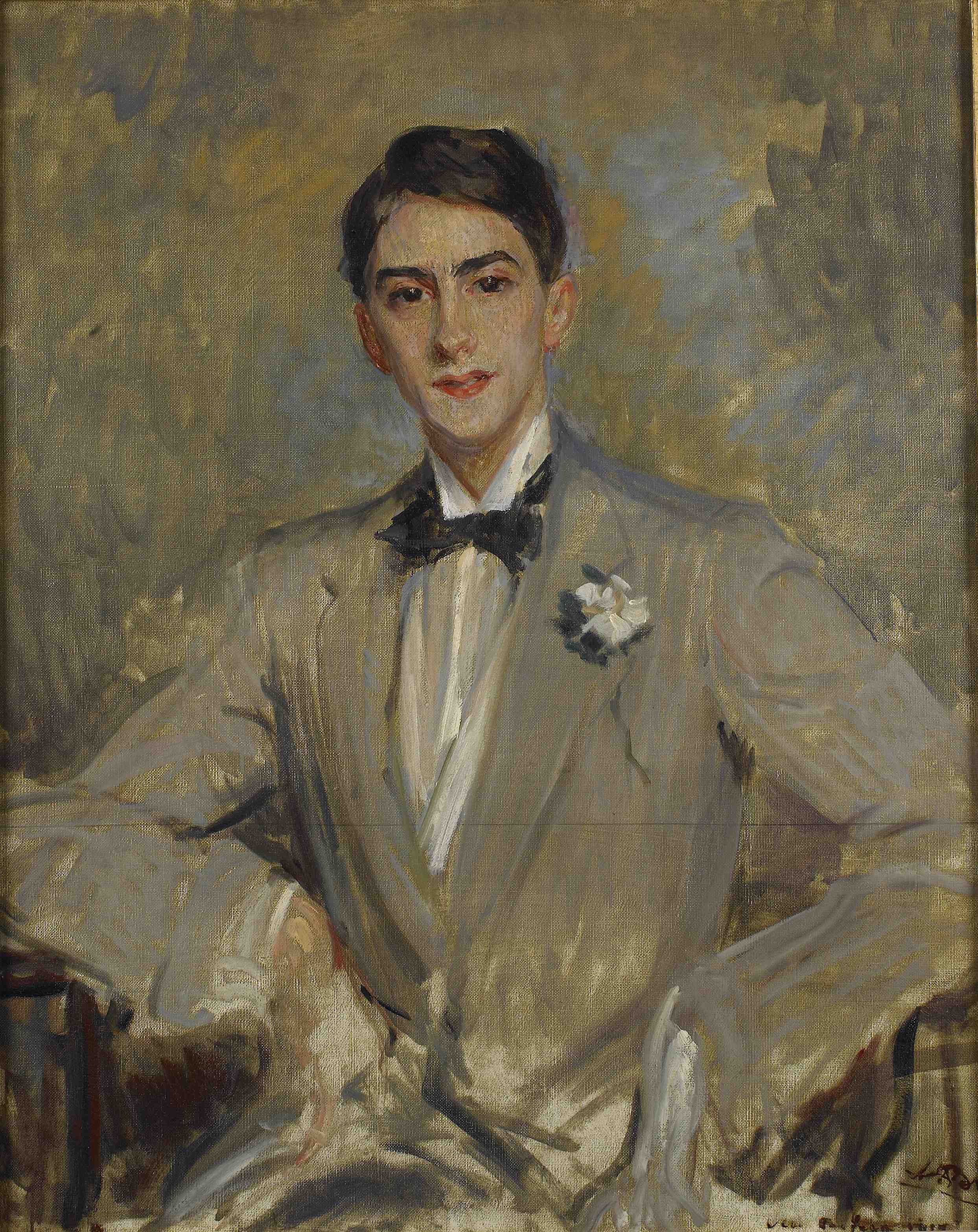
Jacques-Emile Blanche. Retrat de Jean Cocteau, autor de la novel·la Els Enfants Terribles (1929).

## L'origen de l'expressió i el seu estudi

Paul Gavarni (1804-1844). Litografia Sèrie "Els Enfants Terribles", cap a 1840.

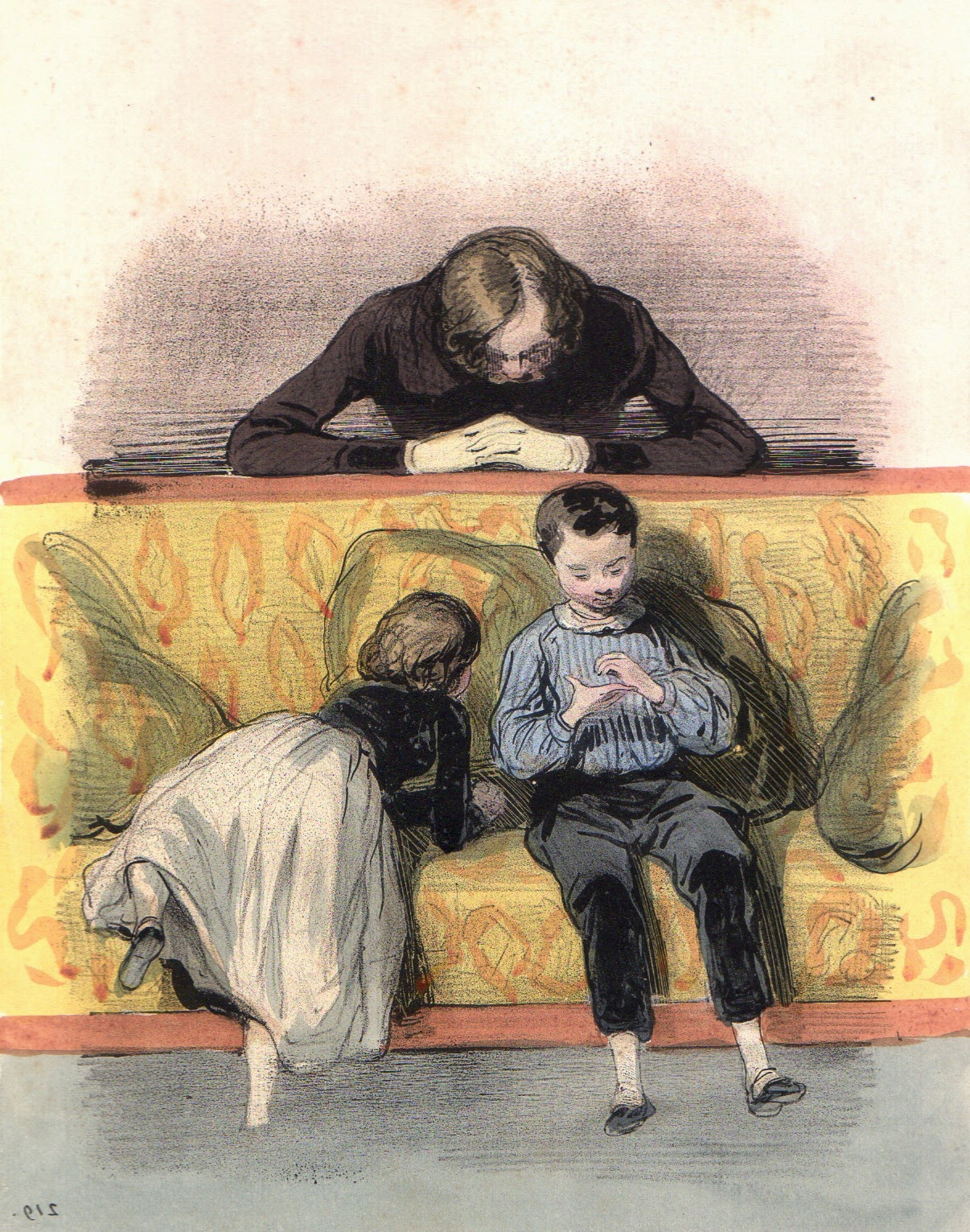
Paul Gavarney. Litografia Sèrie "Els Enfants Terribles", cap a 1840.

Segons l'Oxford English Dictionary l'expressió va aparèixer a França a mitjan segle , més pròxima en aquells dies a definir l'actitud irascible d'alguns infants en qüestió, des de la il·lustracions del caricaturista Paul Gavarni en la seva sèrie "Els nens terribles" (francès: «Les Enfants Terribles» francès: «Els Enfants Terribles», 1838-1842) L'expressió va començar a ser més utilitzada ja en el segle xix  gràcies a la novel·la, generalment traduït a l'espanyol com a "Nens difícils" o "Nens horribles", en 1929 per l'artista surrealista Jean Cocteau. L'argument d'aquesta novel·la va ser revisat per Gilbert Adair i encarnat per Bernardo Bertolucci en la pel·lícula "Dreamers" l'any 2003.
El diccionari Merriam-Webster assenyala que inicialment al Regne Unit, l'expressió s'aplicava exclusivament als nens i podia incloure's dins del vocabulari dels treballadors contractats que cuidaven als nens. A mitjan segle xix , el terme ja va ingressar fermament a l'idioma anglès i va significar en ell la imprevisibilitat dels nens que van avergonyir als adults. Des de la dècada de 1930, aquesta expressió ha tingut un ús molt més ampli en anglès: qualsevol podria ser un «enfant terrible», independentment de la seva edat, si el seu comportament era cridaner i sorprenent. A la fi del segle xix , també es va publicar una nova revista satírica  de nom "Enfant Terrible!".
En la literatura, la posició excepcional del "infant terrible" al costat dels personatges "normals" el col·loca en el centre de la narrativa de molts contes de fades i aventures: aquests són sovint els personatges principals del llibre entorn del qual es construeix tota la trama de l'obra literària. Personatges protagonistes com Tom Sawyer, Dunno o Pinotxo.

## El significat de l'expressió
En l'actualitat, l'expressió s'aplica sovint a persones joves i reeixides, en el camp de l'art, la cultura o la moda, en sorprendre pels seus nous enfocaments, transgressió i visió rupturistes i no tradicional. En el Diccionari de Cambridge: "una persona famosa o reeixida que estima sorprendre la gent".
L'expressió sovint s'utilitza en un sentit figurat per descriure una persona adulta que manté un comportament infantil, generant incomoditat als altres, confusió, problemes i ansietat. Aquest comportament es caracteritza per ser provocador i excèntric. Inicialment, la expressió es basava en trets típics d'un nen capritxós, mimat i infantil. En general, es refereix a una actitud que diferencia aquest nen dels seus companys.
Els psicòlegs identifiquen diverses causes per aquest tipus de comportament:
1. Necessitat d'atenció per part dels adults.
2. Dificultat per comunicar-se amb els altres.
3. Exploració dels límits de l'espai personal permès pels adults durant el creixement i desenvolupament.
4. La "crisi dels tres anys", etapa en què, segons alguns psicòlegs, la personalitat del nen experimenta canvis dràstics, desenvolupant una individualitat i una conducta provocativa com a forma d'autoafirmació.
5. Trastorn per dèficit d'atenció i hiperactivitat (TDAH).[1]

## Enfant terrible en diferents cultures

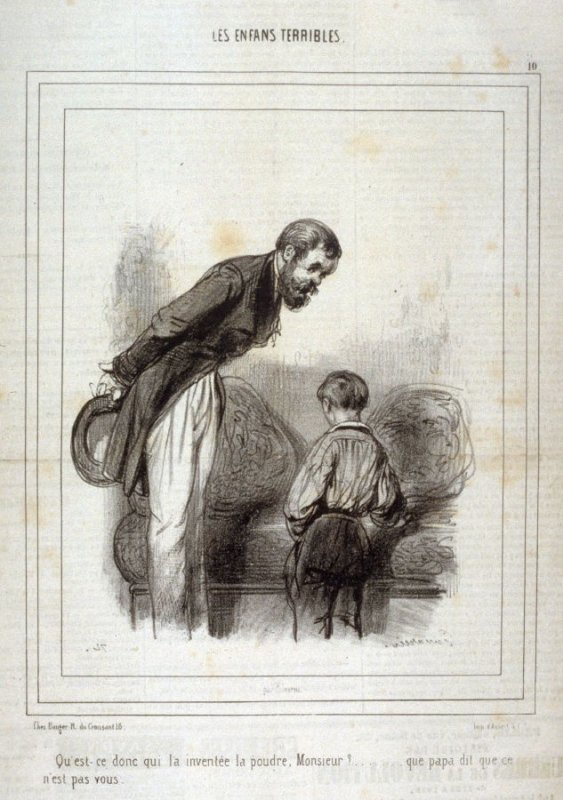
Paul Gavarney. Sèrie "Els Enfants Terribles" n.º 10, cap a 1840.

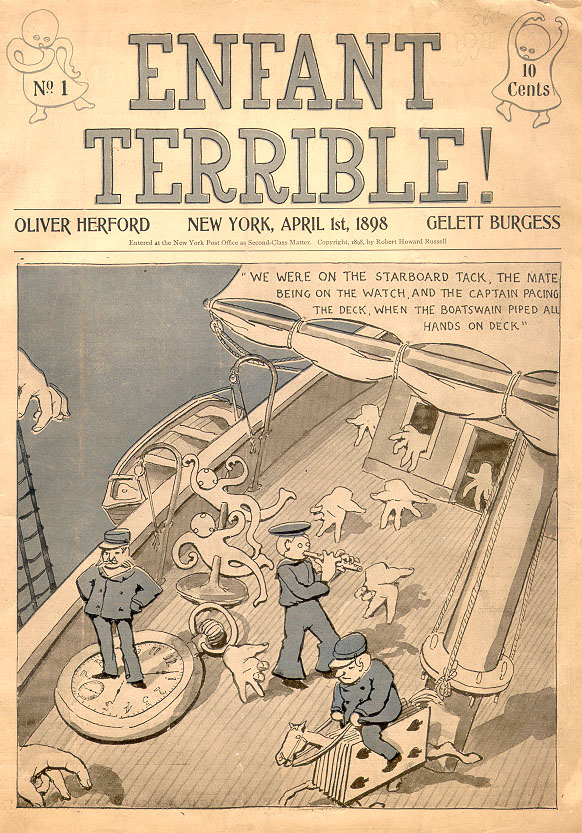
Enfant Terrible! Portada de la revista n.º 1 (1 d'abril de 1898).

Des de novembre de 2013, s'ha publicat a Copenhaguen una revista d'art Enfant terrible, que estableix la tasca de mirar el món a través dels ulls d'un nen, sense filtres.
El "Enfant terrible", també conegut en la literatura científica com a "nen insuportable", és un personatge de contes de fades i mites de moltes cultures d'Àfrica occidental, per exemple, en els idiomes Bamana (en el centre de la part occidental de la República de Mali ) i Mandinka (en el sud de Gàmbia) i a l'est de la República de Guinea, (a l'oest de Mali, en la República de Costa d'Ivori, el Senegal i Guinea Bissau). Aquest personatge sempre neix en circumstàncies inusuals, i el seu desenvolupament, quant a maduresa, lucidesa i picardia, és molt més ràpid que el de la gent comuna. Les característiques diferenciadores de tal nen són poders sobrenaturals concrets i un comportament excèntric, els «nens terribles», en aquestes cultures africanes, es caracteritzen per un comportament agressiu, sovint destructor, o disposició al suïcidi. Depenent de les circumstàncies, eventualment poden tornar al món diví del qual provenen, o evolucionar a un comportament normal i tornar-se plenament humans. Les seves accions, clarament absurdes, segons l'investigador francès Jacques Chevrier, s'interpreten en les ments de l'audiència com a signes d'un coneixement superior.